# Surduk
Surduk (cyr. Сурдук) – wieś w Serbii, w Wojwodinie, w okręgu sremskim, w gminie Stara Pazova. W 2011 roku liczyła 1397 mieszkańców.